# Paramorsimus oleifolius
Paramorsimus oleifolius är en insektsart som först beskrevs av Fabricius 1793.  Paramorsimus oleifolius ingår i släktet Paramorsimus och familjen vårtbitare. Inga underarter finns listade i Catalogue of Life.